# Conrad Ier de Germanie
Pour les articles homonymes, voir Conrad.
Conrad Ier dit le Jeune, né vers 881 et mort le 23 décembre 918 à Weilbourg, fut duc de Franconie à partir de 906, puis roi de Francie orientale de 911 à sa mort. Il a été le premier souverain après l'extinction de la branche carolingienne dans le Royaume franc d'orient, l'unique roi franc de la dynastie conradienne et le dernier monarque franc de la Francie orientale, qui devint, avec son successeur, le Saxon Henri Ier l'oiseleur, le Royaume de Saxe (ou de Germanie), ressuscité depuis sa disparition et l'intégration de son territoire dans l'Empire franc, sous Charles Ier, dit Charlemagne, entité politique qui deviendra, à partir de son fils, Otton Ier, en englobant, au fil du temps, plusieurs autres royaumes, le nouvel Empire d'Occident, une fédération d'États, que l'on finira par nommer "Saint Empire Romain Germanique".

## Biographie
Conrad, issu de la dynastie des Conradiens, est le fils de Conrad l'Ancien et de Glismonde, supposée fille illégitime de l'empereur Arnulf. Son père, comte franconien, régnait sur plusieurs domaines sur le Rhin supérieur autour de Worms, ainsi que sur les rives de la Lahn et du Main. En 892, Arnulf lui a confié le gouvernement de Thuringe. Les dernières années de Conrad l'Ancien ont été assombries par des divisions sanglantes avec la maison de Babenberg (Popponides). En 906, à Fritzlar, un duel l'oppose à ses rivaux pour l'hégémonie en Franconie. Comme il est tué dans l'affrontement, son fils Conrad le Jeune reçoit le titre de duc (dux) de Franconie par la même occasion. De cette position, les Conradiens rivalisaient avec la dynastie des Ludolphides (Ottoniens) en Saxe.

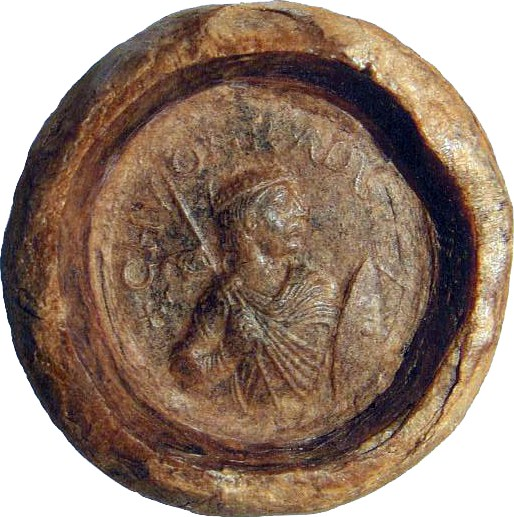
Le sceau du roi.

Le duc Conrad s'acharne contre la famille comtale des Girardides en Lotharingie, gouvernée par son oncle Gebhard. Ensuite, les Conradiens ont pu continuer de renforcer leur position en Francie orientale. Le 10 novembre 911 à Forchheim en Franconie, après la mort du roi carolingien Louis l'Enfant, Conrad le Jeune est élu par les grands des Alamans, des Bavarois et des Saxons. L'archevêque Hatton de Mayence ainsi que l'évêque Salomon de Constance avaient une influence déterminante sur l'élection face aux rivaux Otton de Saxe et Arnulf de Bavière. Conrad n'a aucune parenté directe avec la dynastie carolingienne de Francie orientale qui vient de s'éteindre avec Louis l'Enfant, mort à 18 ans sans héritier. 
Cependant, les aristocrates de la Lotharingie, après la mort du duc Gebhard conduits par le comte Régnier Ier de Hainaut, se rallièrent au pouvoir du roi de Francie occidentale, Charles le Simple. Par conséquent, le règne de Conrad fut une série d'échecs qui commença par la révolte des nobles lotharingiens. Il consacra les années 912 et 913 à deux campagnes ; toutefois, les interventions étant restées vaines, la Lotharingie, avec la ville impériale d'Aix-la-Chapelle et l'abbaye Saint-Maximin de Trèves, était perdue. En outre, compte tenu du danger persistants des incursions des troupes hongroises après la défaite dans la bataille de Presbourg en 907, le royaume de Conrad est exposé au risque croissant de se désintégrer en plusieurs entités.

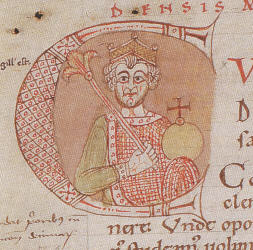
Les initiales de Conrad, Codex Eberhardi, Fulda, XIIe siècle.

Conrad s'efforça de continuer la pratique d'un pouvoir central fort dans la tradition de la royauté carolingienne, s'appuyant sur la chancellerie de Louis IV, des dignitaires ecclésiastiques dont les archevêques Heriger de Mayence, le successeur de Hatton, et Unni de Hambourg ainsi que les abbayes impériales. En revanche, l'archevêque Radbod de Trèves et son successeur Rudgar restaient au sein de la Francie occidentale et furent même chanceliers du royaume. 
Le pouvoir central de la Francie orientale a perdu alors assez d'autorité pour que les ducs Arnulf de Bavière et Henri de Saxe, fils d'Otton Ier, ainsi qu'Erchanger de Souabe se révoltent et se rendent indépendants. Malgré le mariage en 913 de Conrad avec Cunégonde de Souabe, sœur du duc Erchanger et mère du duc Arnulf de Bavière, les Alamans se sont levés et ont arrêté le représentant du roi, l'évêque Salomon de Constance. En septembre 916, Conrad réunit à Hohenaltheim un concile qui condamna Erchanger et ses alliés qui sont exécutés le 21 janvier 917 sur son ordre. En Saxe, il semblerait qu'après des affrontements armés, Conrad et le duc Henry sont parvenus à trouver un équilibre entre eux.

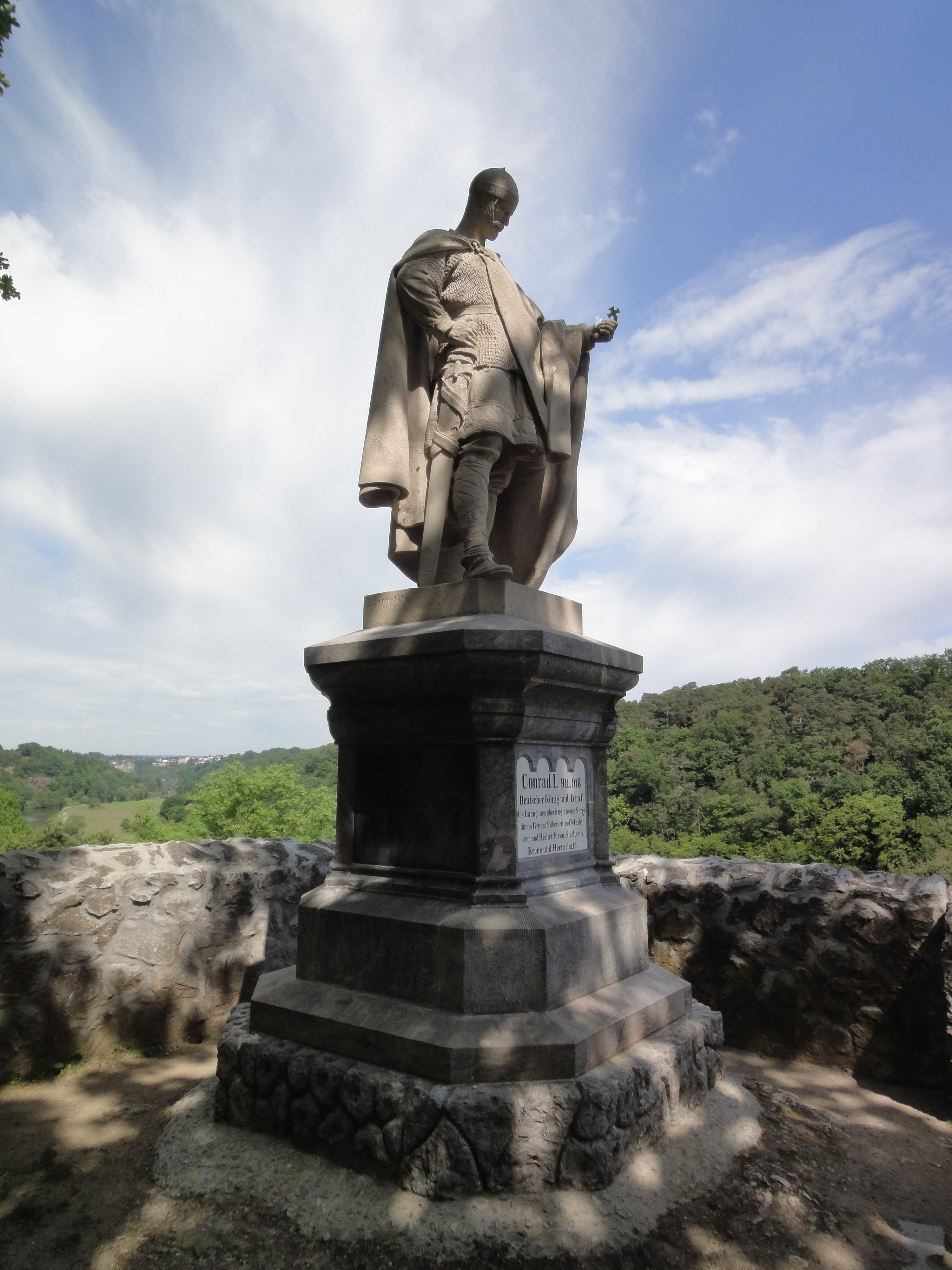
Monument au roi Conrad à Villmar.

Le roi Conrad Ier meurt sans descendance en décembre 918 au château royal de Weilbourg, après avoir été gravement blessé durant une campagne contre Arnulf de Bavière. Les chroniques de Liutprand, Adalbert et Widukind rapportent qu'il avait chargé sur son lit de mort son frère cadet, le margrave (devenu duc à la mort de Conrad) Eberhard de Franconie de remettre le sceptre royal au duc Henri de Saxe. Conrad a estimé que seul Henri était en position d'apaiser les dissensions entre les Franconiens et les Saxons, et qu'il était capable de rattacher la Bavière ducale et la Souabe méridionale, ainsi que l'Alsace à la Francie orientale, et ainsi de préserver l'unité du royaume. Le roi fut enterré a l'abbaye de Fulda.
La diète d'Empire, rassemblée à Fritzlar en mai 919, ratifie les dernières volontés de Conrad et consacre le duc Henri dit l'Oiseleur roi de Francie orientale sous le nom de Henri Ier. Nommé par le frère du défunt roi, Eberhard de Franconie, les ducs rendaient hommage à Henri et celui-ci à son tour renforçait la maîtrise sur leurs domaines.